# Malá Šindliarka
Malá Šindliarka – dolina w Starohorskich Wierchach na Słowacji. Jest prawym odgałęzieniem Doliny Korytnickiej (Korytnická dolina). Ma wylot na wysokości około 805 m, tuż poniżej wylotu doliny Veľká Šindliarka. Wcina się w północne stoki szczytu Hadliarka (1211 m). Jej boczne zbocza tworzą dwa północne grzbiety tego szczytu.
Malá Šindliarka jest porośnięta lasem, tylko szczytowe partie Hadliarki pokrywają hale. Dnem doliny spływa niewielki potok uchodzący do Korytnicy. Dolina w całości znajduje się w obrębie Parku Narodowego Niżne Tatry i nie prowadzi nią żaden szlak turystyczny.